# Plaísia
Plaísia (Plaisia) är en ort i Grekland.   Den ligger i prefekturen Nomós Ioannínon och regionen Epirus, i den centrala delen av landet, 290 km nordväst om huvudstaden Aten. Plaísia ligger 599 meter över havet och antalet invånare är 234.
Terrängen runt Plaísia är kuperad åt nordväst, men åt sydost är den bergig. Runt Plaísia är det glesbefolkat, med 19 invånare per kvadratkilometer. Närmaste större samhälle är Anatolí, 18,2 km nordväst om Plaísia. I omgivningarna runt Plaísia växer i huvudsak blandskog.